# Pseudodiaspis elaphrii
Pseudodiaspis elaphrii är en insektsart som beskrevs av Ferris 1921. Pseudodiaspis elaphrii ingår i släktet Pseudodiaspis och familjen pansarsköldlöss. Inga underarter finns listade i Catalogue of Life.